# Arborea

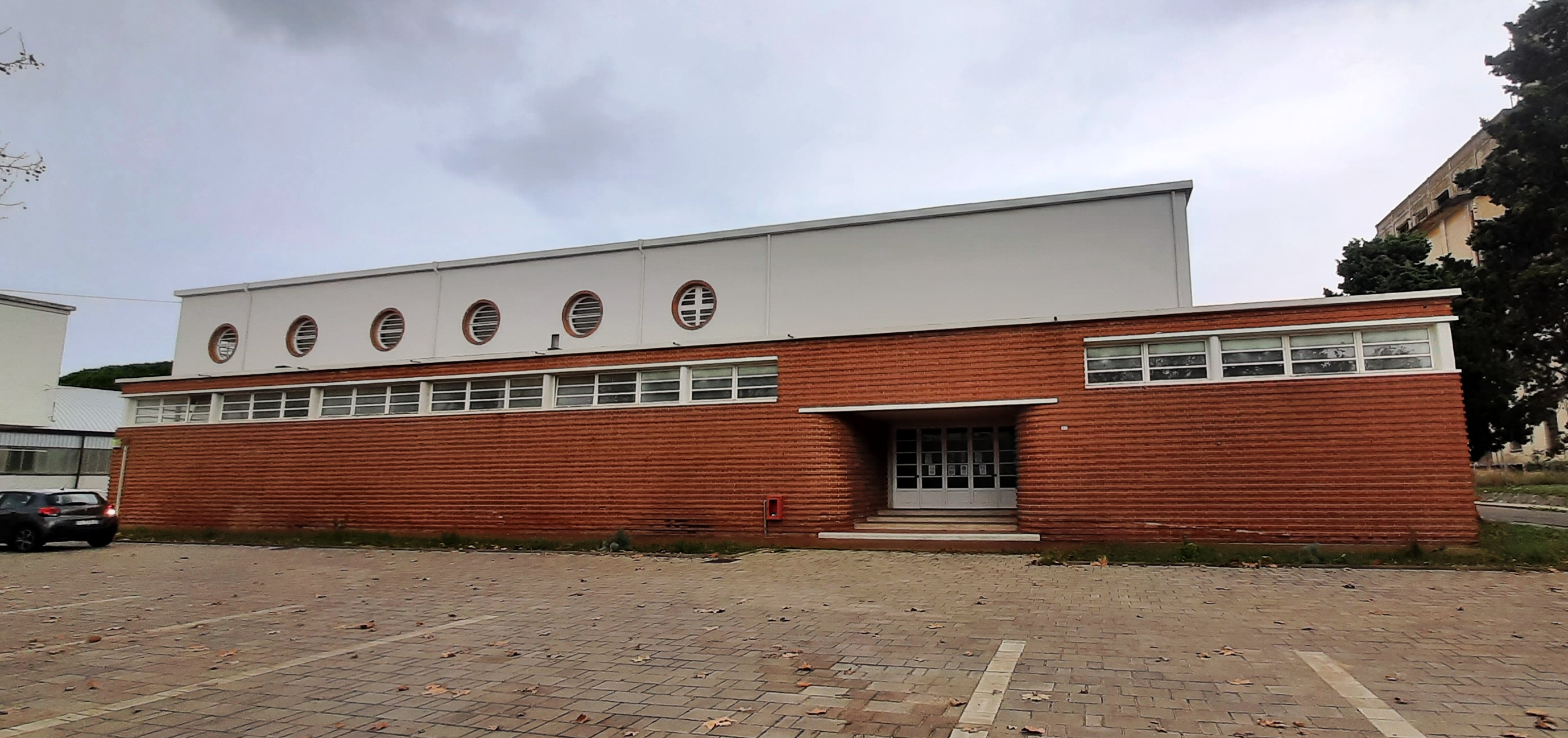
Modernistyczny budynek centrum sportowego.

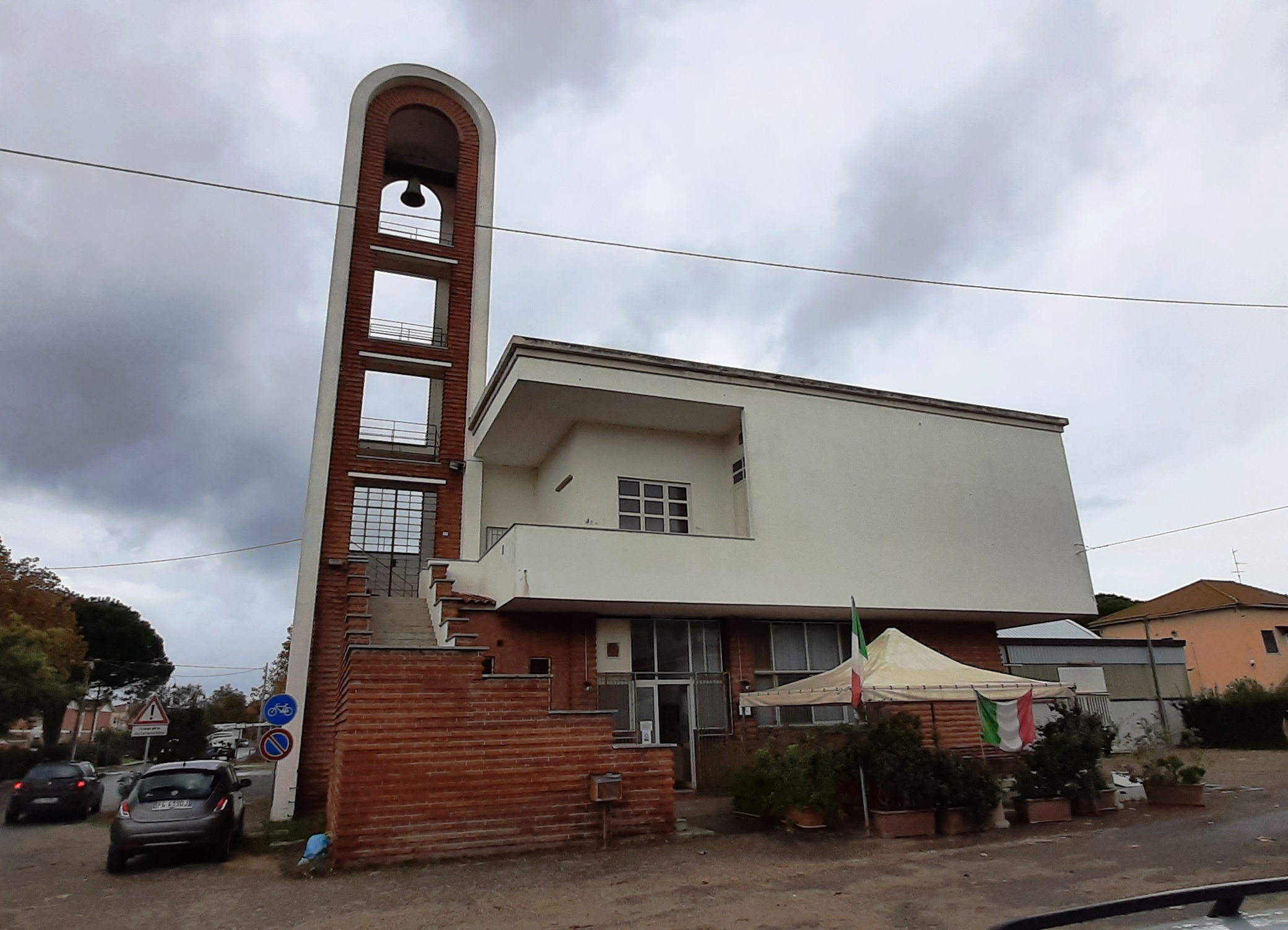
Modernistyczny budynek dawnej świetlicy miejskiej (wł. Casa del Fascio)

Arborea – miejscowość i gmina we Włoszech, w regionie Sardynia, w prowincji Oristano. Graniczy z Marrubiu, Santa Giusta i Terralba.
Według danych na rok 2021 gminę zamieszkiwało 3769 osób, 39,76 os./km².

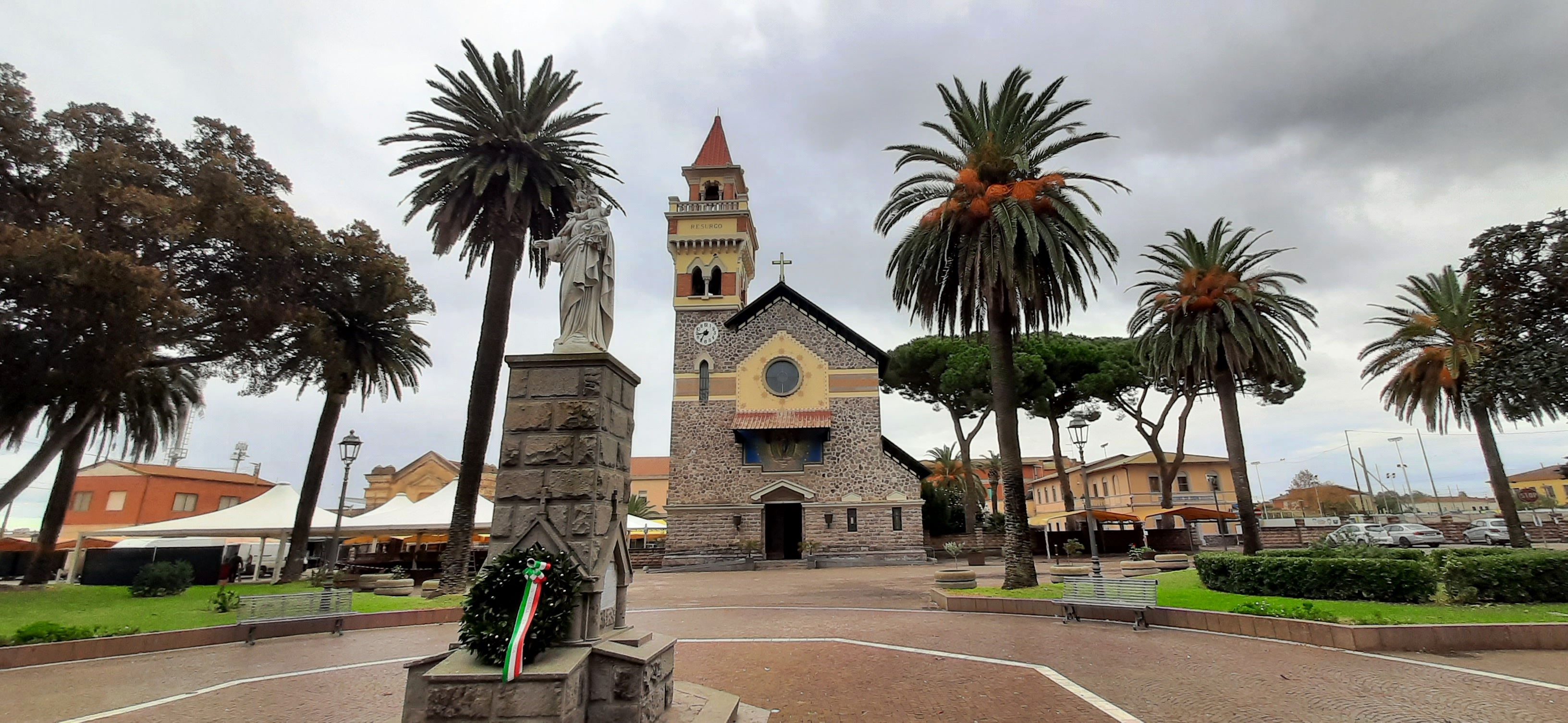
Kościół parafialny p.w. Chrystusa Zbawiciela

## Historia
Pierwsze plany osuszenia w celach rolniczych bagnistych gruntów, które obecnie przynależą do gminy Arborea, powstały w 1911 roku z inicjatywy władz lokalnych. Projekt nabrał rozmachu w okresie rządów Benito Mussoliniego w ramach ogólnokrajowego programu urbanizacji. 26 maja 1927 roku w przemówieniu do Parlamentu zatytułowanym „Discorso dell’Ascensione”, Mussolini ogłosił rządowy program kolonizacji niezagospodarowanych i słabo zurbanizowanych obszarów państwa. Rok później, na mocy tego przemówienia ogłoszono ustawę nazwaną „La legge Mussolini” (Prawo Mussoliniego), która dała podstawy prawne do takich działań. Na mocy tej ustawy wybudowano we Włoszech kilkadziesiąt miejscowości, które oprócz kolonizacji i urbanizacji zapóźnionych słabo zapóźnionych obszarów państwa miały na celu rozwiązanie przeludnienia niektórych obszarów. Na Sardynii powstały trzy miejscowości: Arborea (pierwotnie Mussolinia), Carbonia i Fertilia.
Swoją pierwotną nazwę, Osiedle Mussoliniego, miejscowość otrzymała od króla Wiktora Emanuela III w 1928 roku, by dwa lata później – 29 grudnia 1930 r. – stać się Mussolinią. Nazwa ta utrzymała się aż do 1944 r., kiedy to po upadku Faszyzmu miejscowości przemianowano na Arborea, nawiązując w ten sposób do jednej ze średniowiecznych sardyńskich prowincji, która swoją stolicę miała w pobliskim Oristano.

## Architektura i urbanistyka
W centrum miejscowości uwidacznia się spójny program urbanistyczny. Zabudowa skupia się w równych kwartałach stworzonych przez przecinające się pod kątem prostym ulice. Zabudowa nie jest jednorodna architektonicznie. Dominują budynki nawiązujące do historycznych stylów architektonicznych (np. kościół parafialny, Ratusz, szkoła). Można jednak znaleźć zabudowę prezentującą architekturę określaną we Włoszech „stylem faszystowskim”, choć w istocie jest to w pełni architektura modernistyczna, która dominowała w okresie międzywojennym (m.in. budynek wodociągów, hala sportowa, Dom Ludowy).

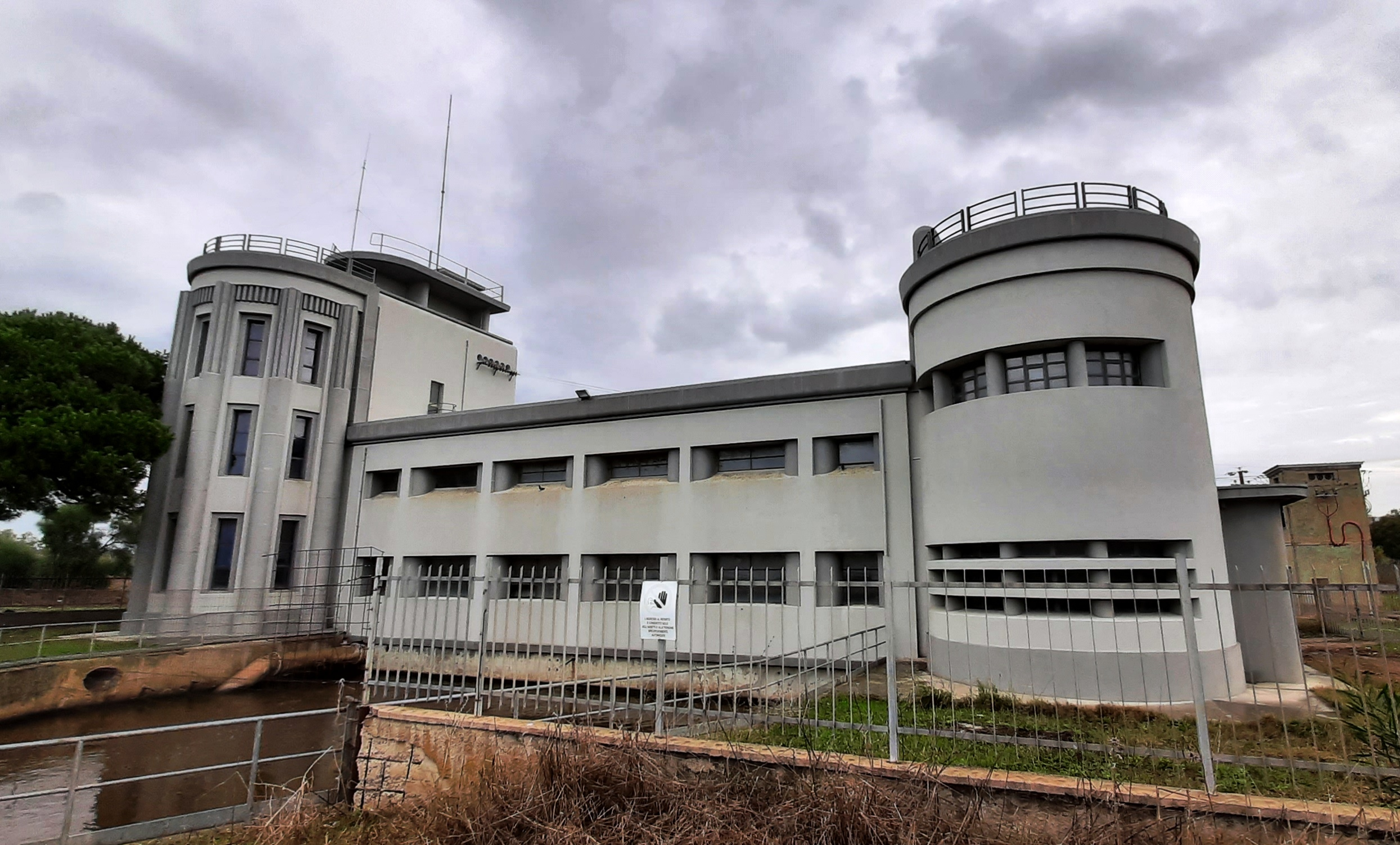
Modernistyczny budynek wodociągów.